# Brachianodon westorum
Il brachianodonte (Brachianodon westorum) è un mammifero estinto, appartenente ai paleanodonti. Visse nell'Eocene medio (circa 50 - 48 milioni di anni fa) e i suoi resti fossili sono stati ritrovati in Nordamerica.

## Descrizione
Il corpo di questo animale era allungato e cilindrico, e assomigliava vagamente a quello di una mangusta con zampe corte e tozze. Erano presenti forti artigli ricurvi e la coda era molto lunga. Il cranio era lungo e basso, e assomigliava vagamente a quello di un armadillo o di un pangolino. Brachianodon, come l'affine Palaeanodon, era dotato di cinque denti postcanini, di un omero dalla testa compressa mediolateralmente e di una tibia dalla parte distale compressa anteroposteriormente, tutte caratteristiche arcaiche per i paleanodonti. Brachianodon, tuttavia, differiva da Paleanodon e dal coevo Metacheiromys per la presenza di smalto sui denti postcanini, che inoltre conservavano una morfologia più complessa, e per la tibia più corta rispetto al femore. L'astragalo, inoltre, era dotato di un collo molto corto e di una testa tonda. 

## Classificazione
Brachianodon sembrerebbe essere stato un rappresentante piuttosto arcaico della famiglia Metacheiromyidae, all'interno dell'ordine Palaeanodonta. Brachianodon westorum venne descritto per la prima volta nel 1993, sulla base di resti fossili ritrovati in Wyoming, in terreni risalenti all'inizio dell'Eocene medio. Alcune caratteristiche dentarie si riscontrano anche in Epoicotherium, in Tubulodon e in Xenocranium.